# Malleola constricta
Malleola constricta är en orkidéart som beskrevs av Oakes Ames. Malleola constricta ingår i släktet Malleola och familjen orkidéer.
Artens utbredningsområde är Filippinerna. Inga underarter finns listade i Catalogue of Life.